# (72524) 2001 DB92
(72524) 2001 DB92 – planetoida z pasa głównego asteroid okrążająca Słońce w ciągu 4,23 lat w średniej odległości 2,61 j.a. Odkryta 20 lutego 2001 roku.